# Groaty pudding
Le groaty pudding (ou groaty dick) est un mets traditionnel du Black Country (le pays noir, un district industriel situé immédiatement à l'ouest de Birmingham, en Angleterre).
Gruau, bœuf, poireaux, oignon et bouillon de bœuf sont cuits ensemble au four à une température modérée d'environ 150 degrés Celsius pendant un maximum de seize heures. 
Dans le Black Country, on mange ce mets à chaque Guy Fawkes Night.